# Younès Kaabouni
Younès Kaabouni, né le 23 mai 1995 à Bordeaux, est un footballeur franco-marocain qui évolue au poste de milieu offensif.

## Biographie
Younès Kaabouni fait ses débuts dans le football au CMO Bassens, puis est recruté par les Girondins de Bordeaux. En 2013, il remporte la Coupe Gambardella avec le club aquitain.
Par manque de temps de jeu, il est prêté au Red Star en 2015.
En 2015, Younes Kaabouni participe au Festival international espoirs – Tournoi Maurice-Revello avec la France, qui se déroule en Provence-Alpes-Côte d'Azur. La France remporte par ailleurs, le Tournoi en battant le Maroc 3-1 en finale.
À l'été 2017, il effectue un essai non concluant au CSKA Sofia, puis est laissé libre par les Girondins de Bordeaux.
Après deux ans sans club, il rejoint FC Sochaux-Montbéliard le 31 janvier 2019.

## Statistiques
| Saison                | Club                  | Championnat           | Championnat | Championnat | Coupe nationale | Coupe nationale | Coupe de la Ligue | Coupe de la Ligue | Total | Total |
| Saison                | Club                  | Division              | M.          | B.          | M.              | B.              | M.                | B.                | M.    | B.    |
| 2013-2014             | Girondins de Bordeaux | Ligue 1               | 4           | 0           | 1               | 0               | -                 | -                 | 5     | 0     |
| 2014-2015             | Girondins de Bordeaux | Ligue 1               | 12          | 0           | -               | -               | 1                 | 0                 | 13    | 0     |
| 2015-2016             | Red Star FC           | Ligue 2               | 4           | 0           | 1               | 0               | 1                 | 0                 | 6     | 0     |
| Total sur la carrière | Total sur la carrière | Total sur la carrière | 20          | 0           | 2               | 0               | 2                 | 0                 | 24    | 0     |